# Liga Nacional de Básquet
Liga Nacional de Básquet – profesjonalna liga koszykówki w Argentynie, reprezentująca najwyższą klasę rozgrywkową w tym kraju, założona w 1985 roku.

## Historia
W latach 1936–1984 walka o mistrzostwo kraju toczyła się w lidze Campeonato Argentino de Clubes, która to reprezentowała wówczas najwyższą klasę rozgrywkową. Liga funkcjonowała regionalnie w poszczególnych prowincjach, po czym rozgrywano ogólnokrajowe play-off. W 1984 roku występowały w niej aż 64 drużyny. To właśnie wtedy federacja zadecydowała o stworzeniu liczącej 10 zespołów najwyższej dywizji rozgrywkowej. Cztery zespoły miały siedziby w Buenos Aires, dwa reprezentowały prowincję Córdoba, a kolejne dwa Santa Fe.
W pierwszym sezonie istnienia ligi do rozgrywek przystąpiło 16 drużyn. W trakcie rozgrywek z rywalizacji odpadł zespół Independiente de Tucumán, w wyniku problemów finansowych. Pierwsze oficjalne spotkanie rozegrano 26 kwietnia 1985 pomiędzy San Lorenzo de Almagro a Argentino de Firmat w Estadio Obras Sanitarias.
Pierwszym mistrzem LNB został zespół Ferro Carril Oeste, który pokonał w finale Atenas de Córdoba, w trzech spotkaniach.

## Zespoły
| Sezon 2021/22                               |                     |        |                                      |       |
| Zespół                                      | Miasto              | Sezony | Hala                                 | Poj.  |
| Asociación Atlética Quimsa                  | Santiago del Estero | 16     | Estadio Ciudad                       | 5000  |
| Asociación Deportiva Atenas                 | Córdoba             | 38     | Polideportivo Carlos Cerutti         | 3400  |
| Club Atlético Argentino                     | Junín               | 14     | El Fortín de las Morochas            | 1400  |
| Club Atlético Boca Juniors                  | Buenos Aires        | 33     | Estadio Luis Conde                   | 2000  |
| Club Atlético Obras Sanitarias de la Nación | Buenos Aires        | 25     | Estadio Obras                        | 3000  |
| Club Atlético Peñarol                       | Mar del Plata       | 35     | Polideportivo Islas Malvinas         | 8000  |
| Club Atlético Platense                      | Vicente López       | 3      | Microestadio Ciudad de Vicente López | 800   |
| Club Atlético Riachuelo                     | La Rioja            | 1      | Superdomo La Rioja                   | 13000 |
| Club Atlético San Lorenzo de Almagro        | Buenos Aires        | 8      | Polideportivo Roberto Pando          | 2200  |
| Club Atlético Unión                         | Santa Fe            | 4      | Estadio Ángel P. Malvicino           | 4500  |
| Club Ciclista Olímpico                      | La Banda            | 9      | Vicente Rosales                      | 3964  |
| Club Deportivo Hispano Americano            | Río Gallegos        | 6      | Tito Wilson                          | 800   |
| Club Ferro Carril Oeste                     | Buenos Aires        | 27     | Estadio Héctor Etchart               | 3500  |
| Club Gimnasia y Esgrima                     | Comodoro Rivadavia  | 33     | Socios Fundadores                    | 1500  |
| Club de Regatas Corrientes                  | Corrientes          | 18     | José Jorge Contte                    | 4000  |
| Club San Martín de Corrientes               | Corrientes          | 9      | Raúl A. Ortiz                        | 2500  |
| Club Social y Deportivo Comunicaciones      | Mercedes            | 5      | Comunicaciones                       | 3500  |
| Instituto Atlético Central Córdoba          | Córdoba             | 2      | Angel Sandrin                        | 2000  |
| La Unión de Formosa                         | Formosa             | 6      | Cincuentenario                       | 4500  |
| Oberá Tenis Club                            | Oberá               | 2      | Dr. Luis Augusto Derna               | 2000  |

## Mistrzowie Argentyny
| Campeonato Argentino de Clubes - 1936 Huracán Rosario - 1938 Gimnasia y Esgrima (Santa Fe) - 1939 Gimnasia y Esgrima (Santa Fe) - 1941 Juventud BBC - 1943 Unión - 1948 Villa San Martín - 1951 Villa San Martín - 1958 San Lorenzo - 1959 INTI - 1960 Juventud BBC - 1961 Hindú (Resistencia) - 1962 Peñarol - 1965 Tomás de Rocamora - 1968 Almagro (Esperanza) - 1969 Unión - 1974 Olimpo (Bahía Blanca) - 1975 Obras Sanitarias - 1976 Obras Sanitarias - 1977 Lanús - 1978 Olimpo (Bahía Blanca) - 1979 Gimnasia y Esgrima (La Plata) - 1980 Gimnasia y Esgrima (La Plata) - 1981 Ferro Carril Oeste - 1982 Obras Sanitarias - 1983 River Plate - 1984 Deportivo San Andrés | Liga Nacional de Básquet - 1985 Ferro Carril Oeste - 1986 Ferro Carril Oeste - 1987 Atenas - 1988 Atenas - 1989 Ferro Carril Oeste - 1990 Atenas - 1990-91 GEPU - 1991-92 Atenas - 1992-93 GEPU - 1993-94 Peñarol - 1994-95 Independiente (General Pico) - 1995-96 Olimpia (Venado Tuerto) - 1996-97 Boca Juniors - 1997-98 Atenas - 1998-99 Atenas - 1999-00 Estudiantes (Olavarría) - 2000-01 Estudiantes (Olavarría) - 2001-02 Atenas - 2002-03 Atenas - 2003-04 Boca Juniors - 2004-05 Ben Hur - 2005-06 Gimnasia (Comodoro Rivadavia) - 2006-07 Boca Juniors - 2007-08 Libertad - 2008-09 Atenas - 2009-10 Peñarol | - 2010-11 Peñarol - 2011-12 Peñarol - 2012-13 Regatas Corrientes - 2013-14 Peñarol - 2014-15 Quimsa - 2015-16 San Lorenzo - 2016-17 San Lorenzo - 2017-18 San Lorenzo - 2018-19 San Lorenzo - 2019-20 Anulowane z powodu pandemii covid19 - 2020-21 San Lorenzo |

## Finały LNB
| Sezon   | Mistrz                              | Wicemistrz                    | Wynik | MVP sezonu                                 | MVP finałów                                | Trener mistrza       |
| ------- | ----------------------------------- | ----------------------------- | ----- | ------------------------------------------ | ------------------------------------------ | -------------------- |
| 1985    | Ferro Carril Oeste                  | Atenas                        | 2–1   | (nie wybrano)                              | Sebastián Uranga (Ferro)                   | Luis Martínez        |
| 1986    | Ferro Carril Oeste                  | Olimpo (Bahía Blanca)         | 3–1   | (nie wybrano)                              | Michael Schlegel (Ferro)                   | Luis Martínez        |
| 1987    | Atenas                              | Ferro Carril Oeste            | 3–1   | Germán Filloy (Atenas)                     | Héctor Campana (Atenas)                    | Walter Garrone       |
| 1988    | Atenas                              | River Plate                   | 3–0   | (nie wybrano)                              | Carlos Cerutti (Atenas)                    | Walter Garrone       |
| 1989    | Ferro Carril Oeste                  | Atenas                        | 3–2   | Héctor Campana (River Plate)               | James Thomas (Ferro)                       | León Najnudel        |
| 1990    | Atenas                              | Sport Club Cañadense          | 3–0   | Héctor Campana (River Plate)               | Marcelo Milanesio (Atenas)                 | Walter Garrone       |
| 1990–91 | GEPU                                | Estudiantes (Bahía Blanca)    | 4–2   | Héctor Campana (GEPU)                      | Héctor Campana (GEPU)                      | Daniel Rodríguez     |
| 1991–92 | Atenas                              | GEPU                          | 4–1   | Marcelo Milanesio (Atenas)                 | Héctor Campana (Atenas)                    | Rubén Magnano        |
| 1992–93 | GEPU                                | Atenas                        | 4–2   | Juan Espil (GEPU)                          | Juan Espil (GEPU)                          | Orlando Ferratto     |
| 1993–94 | Peñarol                             | Independiente (GP)            | 4–1   | Marcelo Milanesio (Atenas)                 | Esteban de la Fuente (Peñarol)             | Néstor García        |
| 1994–95 | Independiente (GP)                  | Olimpia (VT)                  | 4–1   | Hernán Montenegro (Gimnasia (CR))          | Esteban de la Fuente (Independiente (GP))  | Mario Guzmán         |
| 1995–96 | Olimpia (VT)                        | Atenas                        | 4–3   | Michael Wilson (Olimpia (VT))              | Jorge Racca (Olimpia (VT))                 | Horacio Seguí        |
| 1996–97 | Boca Juniors                        | Independiente (GP)            | 4–1   | Jorge Racca (Olimpia (VT))                 | Byron Wilson (Boca Juniors)                | Julio Lamas          |
| 1997–98 | Atenas                              | Boca Juniors                  | 4–0   | Fabricio Oberto (Atenas)                   | Fabricio Oberto (Atenas)                   | Rubén Magnano        |
| 1998–99 | Atenas                              | Independiente (GP)            | 4–3   | Héctor Campana (Atenas)                    | Diego Osella (Atenas)                      | Rubén Magnano        |
| 1999–00 | Estudiantes (Olavarría)             | Atenas                        | 4–3   | Rubén Wolkowyski (Estudiantes (Olavarría)) | Rubén Wolkowyski (Estudiantes (Olavarría)) | Sergio Hernández     |
| 2000–01 | Estudiantes (Olavarría)             | Libertad                      | 4–1   | Wálter Herrmann (Atenas)                   | Byron Wilson (Estudiantes (Olavarría))     | Sergio Hernández     |
| 2001–02 | Atenas                              | Estudiantes (Olavarría)       | 4–1   | Daniel Farabello (Quilmes (MDP))           | Wálter Herrmann (Atenas)                   | Horacio Seguí        |
| 2002–03 | Atenas                              | Boca Juniors                  | 4–2   | Bruno Lábaque (Atenas)                     | Diego Lo Grippo (Atenas)                   | Oscar Sánchez        |
| 2003–04 | Boca Juniors                        | Gimnasia y Esgrima (La Plata) | 4–2   | Leonardo Gutiérrez (Obras Sanitarias)      | Byron Wilson (Boca Juniors)                | Sergio Hernández     |
| 2004–05 | Ben Hur                             | Boca Juniors                  | 4–1   | Leonardo Gutiérrez (Ben Hur)               | Leonardo Gutiérrez (Ben Hur)               | Julio Lamas          |
| 2005–06 | Gimnasia (Comodoro Rivadavia)       | Libertad                      | 4–2   | Leonardo Gutiérrez (Ben Hur)               | Gabriel Cocha (Gimnasia y Esgrima (CR))    | Fernando Duró        |
| 2006–07 | Boca Juniors                        | Peñarol                       | 4–2   | Gabriel Mikulas (Peñarol)                  | Leonardo Gutiérrez (Boca Juniors)          | Gabriel Piccato      |
| 2007–08 | Libertad                            | Quimsa                        | 4–0   | Leonardo Gutiérrez (Boca Juniors)          | Laron Profit (Libertad)                    | Julio Lamas          |
| 2008–09 | Atenas                              | Peñarol                       | 4–2   | David Jackson (Peñarol)                    | Andre Laws (Atenas)                        | Rubén Magnano        |
| 2009–10 | Peñarol                             | Atenas                        | 4–1   | Leonardo Gutiérrez (Peñarol)               | Leonardo Gutiérrez (Peñarol)               | Sergio Hernández     |
| 2010–11 | Peñarol                             | Atenas                        | 4–1   | J.P. Gutiérrez (Obras Sanitarias)          | Leonardo Gutiérrez (Peñarol)               | Sergio Hernández     |
| 2011–12 | Peñarol                             | Obras Sanitarias              | 4–2   | J.P. Gutiérrez (Obras Sanitarias)          | Facundo Campazzo (Peñarol)                 | Sergio Hernández     |
| 2012–13 | Regatas Corrientes                  | Club Atlético Lanús           | 4–0   | Paolo Quinteros (Regatas)                  | Paolo Quinteros (Regatas (C))              | Nicolás Casalánguida |
| 2013–14 | Peñarol (MDP)                       | Regatas Corrientes            | 4–2   | Walter Herrmann (Atenas)                   | Facundo Campazzo (Peñarol)                 | Fernando Rivero      |
| 2014–15 | Quimsa                              | Gimnasia (Comodoro Rivadavia) | 4–2   | Nicolás Aguirre (Quimsa)                   | Robert Battle (Quimsa)                     | Silvio Santander     |
| 2015–16 | San Lorenzo                         | La Unión de Formosa           | 4–0   |                                            |                                            | Julio Lamas          |
| 2016–17 | San Lorenzo                         | Regatas Corrientes            | 4–1   |                                            | Gabriel Deck (San Lorenzo)                 | Julio Lamas          |
| 2017–18 | San Lorenzo                         | San Martín (Corrientes)       | 4–2   | Gabriel Deck (San Lorenzo)                 | Gabriel Deck (San Lorenzo)                 | Gonzalo García       |
| 2018–19 | San Lorenzo                         | Instituto                     | 4–3   |                                            |                                            | Gonzalo García       |
| 2019–20 | Anulowane z powodu pandemii covid19 |                               |       |                                            |                                            |                      |
| 2020–21 | San Lorenzo                         | Quimsa                        | 3–2   |                                            |                                            | Silvio Santander     |

Źródło: Oficjalna strona LNB.

## Tytuły według klubu
| Tytuły | Klub                          | Mistrzowskie lata                                                      |
| ------ | ----------------------------- | ---------------------------------------------------------------------- |
| 9      | Atenas                        | 1987, 1988, 1990, 1991–92, 1997–98, 1998–99, 2001–02, 2002–03, 2008–09 |
| 5      | Peñarol                       | 1993–94, 2009–10, 2010–11, 2011–12, 2013–14                            |
| 5      | San Lorenzo                   | 2015–16, 2016–17, 2017–18, 2018–19, 2020–21                            |
| 3      | Boca Juniors                  | 1996–97, 2003–04, 2006–07                                              |
| 3      | Ferro Carril Oeste            | 1985, 1986, 1989                                                       |
| 2      | GEPU                          | 1990–91, 1992–93                                                       |
| 2      | Estudiantes (Olavarría)       | 1999–00, 2000–01                                                       |
| 1      | Independiente (General Pico   | 1994–95                                                                |
| 1      | Olimpia (Venado Tuerto)       | 1995–96                                                                |
| 1      | Ben Hur                       | 2004–05                                                                |
| 1      | Gimnasia (Comodoro Rivadavia) | 2005–06                                                                |
| 1      | Libertad                      | 2007–08                                                                |
| 1      | Regatas Corrientes            | 2012–13                                                                |
| 1      | Quimsa                        | 2014–15                                                                |

## Liderzy strzelców
Źródło: Oficjalna strona LNB.
| Sezon   | Zawodnik           | Klub                          | Punkty | Śr.  | Gry |
| ------- | ------------------ | ----------------------------- | ------ | ---- | --- |
| 1985    | Wilfredo Ruiz      | Estudiantes (Bahía Blanca)    | 1117   | 32,9 | 34  |
| 1986    | Wilfredo Ruiz      | Estudiantes (Bahía Blanca)    | 1008   | 31,5 | 32  |
| 1987    | Wilfredo Ruiz      | Estudiantes (Bahía Blanca)    | 913    | 30,4 | 30  |
| 1988    | Luis González      | Echagüe                       | 896    | 28,9 | 31  |
| 1989    | Héctor Campana     | River Plate                   | 1041   | 29,7 | 35  |
| 1990    | Héctor Campana     | River Plate                   | 1148   | 44,2 | 26  |
| 1990–91 | Héctor Campana     | GEPU                          | 1448   | 31,5 | 46  |
| 1991–92 | Héctor Campana     | Atenas                        | 1360   | 27,8 | 49  |
| 1992–93 | Juan Espil         | GEPU                          | 1672   | 28,8 | 58  |
| 1993–94 | Andrew Moten       | Gimnasia (Comodoro Rivadavia) | 896    | 29,9 | 30  |
| 1994–95 | Juan Espil         | Atenas                        | 1470   | 28,8 | 51  |
| 1995–96 | Juan Espil         | Atenas                        | 1782   | 31,3 | 57  |
| 1996–97 | Charlie Burke      | Pico FC                       | 1088   | 29,4 | 37  |
| 1997–98 | Corey Allen        | Pico FC                       | 1415   | 28,9 | 49  |
| 1998–99 | John Eubanks       | Estudiantes (Olavarría)       | 1060   | 25,9 | 41  |
| 1999–00 | John Eubanks       | Estudiantes (Olavarría)       | 1514   | 27,5 | 55  |
| 2000–01 | Joseph Bunn        | Peñarol                       | 1208   | 25,2 | 48  |
| 2001–02 | Joseph Bunn        | Atenas                        | 625    | 26   | 24  |
| 2002–03 | Joshua Pittman     | Quilmes                       | 626    | 26,1 | 24  |
| 2003–04 | Joseph Bunn        | Peñarol                       | 1209   | 32,7 | 37  |
| 2004–05 | Paolo Quinteros    | Boca Juniors                  | 1232   | 22,4 | 55  |
| 2005–06 | Joseph Bunn        | Peñarol                       | 1371   | 28,6 | 48  |
| 2006–07 | Clarence Robinson  | Quilmes                       | 981    | 20,4 | 48  |
| 2007–08 | Leonardo Gutiérrez | Boca Juniors                  | 993    | 20,7 | 48  |
| 2008–09 | Edward Nelson      | Estudiantes (Bahía Blanca)    | 946    | 20,1 | 47  |
| 2009–10 | David Jackson      | La Unión de Formosa           | 927    | 18,9 | 49  |
| 2010–11 | Joseph Bunn        | Argentino (Junín)             | 882    | 19,6 | 45  |
| 2011–12 | Joseph Troy Smith  | La Unión de Formosa           | 745    | 17,3 | 43  |
| 2012-13 | Darren Phillip     | Unión Progresista             | 823    | 18,3 | 45  |
| 2013-14 | Walter Baxley      | Quilmes                       | 983    | 19,3 | 51  |
| 2014-15 | Walter Baxley      | Quilmes                       | 1290   | 20,5 | 63  |

## Zastrzeżone numery
Do tej pory (16 lutego 2016) zastrzeżono w LNB sześć numerów. Atenas jako pierwszy klub w historii ligi zastrzegł numer zawodnika (w 2002 zastrzegł #9, należący Marcelo Milanesio). Zespół Peñarol de Mar del Plata jest ostatnią drużyną (stan na luty 2016) pośród wszystkich ligowych, która zastrzegła numer zawodnika – #8, należący do "Tato" Rodrígueza.
| Nr | Klub             | Zawodnik          | Poz. | Lata gry                             | Data Zastrz. | Przyp.             |
| -- | ---------------- | ----------------- | ---- | ------------------------------------ | ------------ | ------------------ |
| 5  | Atenas           | Héctor Campana    | SG   | 1982–2002                            | 2005         | [ 5 ] [ 6 ]        |
| 9  | Atenas           | Marcelo Milanesio | PG   | 1987–88, 1991–92, 1996–2000, 2002–04 | 2002         | [ 5 ]              |
| 10 | Estudiantes (BB) | Juan Espil        | SG   | 1988-92, 2010-12                     | 2013         | [ 7 ]              |
| 11 | Atenas           | Diego Osella      | C    | 1988–92, 1993–2001, 2003–10          | 2011         | [ 8 ] [ 9 ] [ 10 ] |
| 14 | Estudiantes (BB) | Alberto Cabrera   | PG   | 1961–84                              | 2004         | [ 11 ] [ 12 ]      |
| 11 | Quimsa           | Miguel Cortijo    | PG   | (Brak) 1                             |              | [ 4 ]              |
| 4  | Quilmes (MdP)    | Eduardo Dómine    | SG   | 1990, 1991–2001                      |              | [ 4 ]              |

1 Pomimo iż Cortijo nigdy nie występował w kubie, numer 11 został zastrzeżony, aby uhonorować go jako obywatela Santiago del Estero, gdzie ma swoją siedzibę zespół Quimsa.